# 池州广播电视报
《池州广播电视报》（1997年前称《貴池廣播電視》）是一份創刊于1995年10月、出版范围为中国安徽省池州市的报纸，亦是中国共产党池州廣播電視台委员会（2000年以前稱中共貴池電視台委員會）的机关报。
1995年创刊，隶属贵池市广电局管理，报社地址设于秋浦西路11号贵池电视台所在地。该报初创使用省内报刊准印证，为四开四版；次年扩版为四开八版；1998年获准取得国内统一刊号，并具有广告经营资格。创刊之初，年发行量为9000份，1997年突破万份大关。2000年1月，随贵池市广播电视局一并上划池州市广播电视局管理，报名至今未变。